# Theo Locher

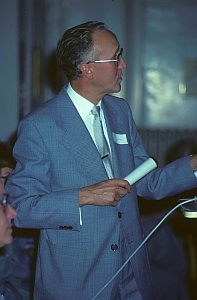
Theo Locher (anlässlich des zehnjährigen Jubiläums der SVPP,
18. September 1976)

Theo Locher (* 26. Oktober 1921 in Interlaken; † 23. November 2010) war ein Schweizer Parapsychologe.

## Leben
Locher wuchs in Spiez am Thunersee auf und absolvierte dort von 1929 bis 1938 seine schulische Grundausbildung. 1941 erlangte er das Handelsdiplom am Gymnasium in Bern und legte 1944 die schweizerische Maturitätsprüfung ab. 1954 schloss er sein Studium in den Fächern Mathematik, Geschichte, Geografie und Geologie an der Universität Bern ab und promovierte im Anschluss. Danach absolvierte er das Gymnasiallehrer-Examen und widmete sich fortan dem Lehramt. Von 1957 bis zu seiner Pensionierung im Jahr 1986 unterrichtete er an der Handelsschule und am Wirtschaftsgymnasium in Biel.

## Wirkung
Locher gründete 1966 die Schweizerische Vereinigung für Parapsychologie (SVPP) in Biel und war von 1966 bis 1991 deren Präsident, bevor er zum Ehrenpräsident ernannt wurde. Zudem war er Herausgeber des Bulletins für Parapsychologie sowie der Orientierungsblätter der SVPP. 1985 rief er die Schweizer Stiftung für Parapsychologie (SSPP) ins Leben und 1989 folgte die Dr. A. Hedri Stiftung für Exopsychologie und Epipsychologie. Bereits ab 1965 war Locher als Dozent für Parapsychologie an vielen Volkshochschulen in der Schweiz tätig. Die SVPP war zusammen mit dem Basler Psi-Verein (BPV) und der Schweizer Parapsychologischen Gesellschaft (SPG) eine der Patronatsgesellschaften der „Basler Psi-Tage“ (1984–2006).

## Werk (Auswahl)
- Schweizer Spuk und Psychokinese (Mitautor Guido Lauper), 1977, Aurum Verlag, ISBN 3-591-08035-7, ISBN 978-3-591-08035-4
- Parapsychologie in der Schweiz, gestern und heute, 1986, Eigenverlag SVPP
- Jenseitskontakte mit technischen Mitteln, 2007, Ancient Mail Verlag, ISBN 3-935910-50-9, ISBN 978-3-935910-50-7
- Bericht über die 20-jährige Arbeit seines „Schweizer Hilfswerks für Afghanische Flüchtlinge“, 2007, Ancient Mail Verlag, ISBN 3-935910-51-7, ISBN 978-3-935910-51-4